# Stagno Lombardo
Stagno Lombardo là một đô thị ở tỉnh Cremona, vùng Lombardia của Italia, có vị trí cách khoảng 80 km về phía đông nam của Milan và khoảng 8 km về phía đông nam của Cremona. Tại thời điểm ngày 31 tháng 12 năm 2004, đô thị này có dân số 1.456 người và diện tích là 39,9 km².
Đô thị Stagno Lombardo có các frazioni (subdivisions, mainly villages and hamlets) Brancere, Forcello, và Straconcolo.
Stagno Lombardo giáp các đô thị: Bonemerse, Castelvetro Piacentino, Cremona, Gerre de' Caprioli, Pieve d'Olmi, Polesine Parmense, Villanova sull'Arda, Zibello.